# Пірати Кремнієвої долини (фільм)
«Пірати Кремнієвої долини» (англ. Pirates of Silicon Valley) — американський телевізійний художній фільм режисера Мартіна Берка. Базується на книзі «Пожежа в долині: Створення Персонального комп'ютера» Пола Фрайбергера та Майкла Свейна.

## Сюжет і структура

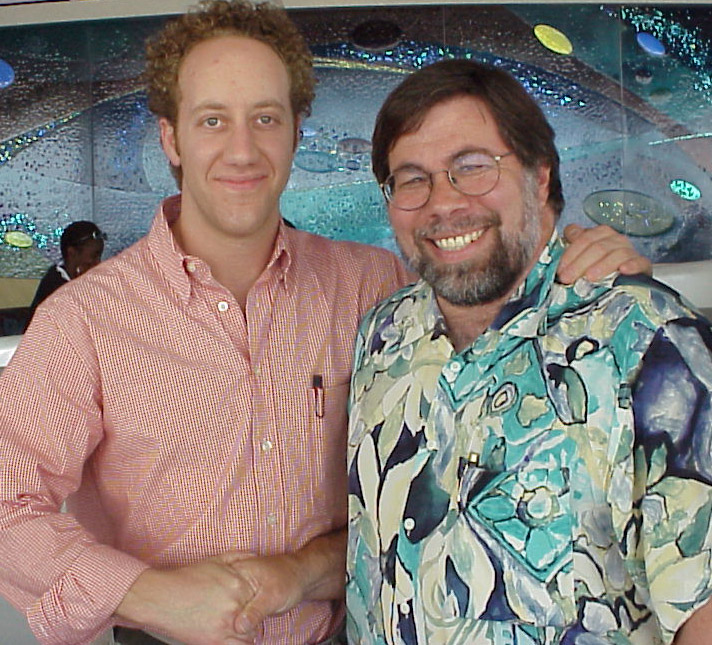
Джої Слотнік (зліва), що зіграв у фільмі Стіва Возняка (справа)

Основний сюжет фільму починається на початку 1970-х і закінчується в 1985 році, коли Стів Джобс пішов з Apple Computer. Фільм також структурований набором «книготримачів»: починається і закінчується поверненням Джобса в Apple в 1997 році.
Варто відзначити надзвичайну схожість акторів фільму з їх реальними прототипами.
Назва фільму відображує сутність розвитку та дій компаній Microsoft і Apple як безпринципних акул бізнесу, здатних на багато чого для успіху. Основна інтрига закручується навколо крадіжки графічного інтерфейсу компанії Apple у Xerox PARC, а згодом — Microsoft у Apple.
Фільм починається в університетському містечку Каліфорнійського університету в Берклі під час періоду Руху Свободи слова. Фільм зіставляє випробування і нещастя друзів дитинства Стіва Джобса (Ноа Уайлі) і Стівена Возняка (Джой Слотнік), які в кінцевому підсумку створять Apple Computer, і студентів Гарварду Білла Гейтса (Ентоні Майкл Голл), Стіва Балмера (Джон Дімаджіо) і друга Гейтса з середньої школи Пола Аллена (Джош Гопкінс), які в кінцевому підсумку створять Майкрософт.
Гейтс, Джобс і Возняк покинули коледж (Джобс фактично недовго був студентом Reed College, але це не зображено у фільмі; Возняк пізніше повернувся до Каліфорнійського університету в Берклі, щоб взяти участь у наростаючій революції у світі персональних комп'ютерів.
Розповідь у фільмі ведеться від імені Возняка і Балмера.
Фільм розповідає про походження домашнього персонального комп'ютера через конкуренцію між компаніями та їх продуктами.

## У ролях
- Ноа Вайлі - Стів Джобс
- Джої Слотнік - Стів Возняк
- Ентоні Майкл Голл - Білл Гейтс
- Джон ДіМаджіо - Стів Балмер
- Джош Хопкінс - Пол Аллен
- Джон Гарман Херцлер - Рідлі Скотт
- Джеффрі Нордлінг - Майк Марккула
- Гейлард Сартейн - Ед Робертс
- Маркус Джаматті - Ден Коттке
- Мелісса МакБрайд - Елізабет Голмс
- Марк Уорден - Кріс Ларсон

## Неточності
- У той момент, коли Білл Гейтс знайомиться з IBM PC, в лістингу файлів можна дізнатися імена файлів Windows, якої тоді ще не існувало.
- В кінці фільму, коли Стів Джобс дізнається про випуск Microsoft Windows і починає суперечку з Біллом Гейтсом, в кадр потрапляє комп'ютер, на якому запущена одна з перших версій Windows, однак це не Windows 1, оскільки вона не підтримувала перекривання вікна. На комп'ютері в фільмі було вікно калькулятора поверх вікна файлового менеджера.

## Фірми та їхні вироби
У фільмі згадуються наведені нижче компанії та їх продукти:
- Apple Computer — Apple II, Apple Lisa, Apple Macintosh
- IBM — IBM PC, DOS
- Microsoft — Windows
- MITS — Altair
- Xerox PARC